# Дикий вітер (фільм, 1985)
«Дикий вітер» (рос. «Дикий ветер») — спільний радянсько-югославський художній фільм 1985 року режисерів Валеріу Жерегі та Олександра Петковича.

## Сюжет
Восени 1941 року в гірському сербському селищі, окупованому фашистами, столяр Бобович організовує партизанський загін. Волею обставин в ньому виявляється радянський офіцер, який втік з німецького полону. Знання військової справи і досвід забезпечують йому авторитет в загоні. Партизани захоплюють ворожий бронепоїзд і починають наступ...

## У ролях
- Мілан Пузіч
- Любов Поліщук
- Світозар Цветкович
- Душан Янічіевіч
- Міролюб Лешо
- Віктор Проскурін
- Сільвія Берова
- Браніслав Лечіч
- Джордж Монтгомері
- Владан Живкович
- Євгенія Симонова
- Олена Кондулайнен
- Младен Недельковіч
- Дейл Каммінгс
- Драгомир Фельба

## Творча група
- Сценарій: Ігор Болгарин, Віктор Смирнов
- Режисер: Валеріу Жерегі, Олександр Петкович
- Оператор: Вадим Яковлєв
- Композитор: Еуженіу Дога